# Драуг
Драуг, драугр (от древнеисл. draugr, мн. ч. draugar, норв. draug) — в скандинавской мифологии оживший мертвец, близкий к вампирам.

## В фольклоре

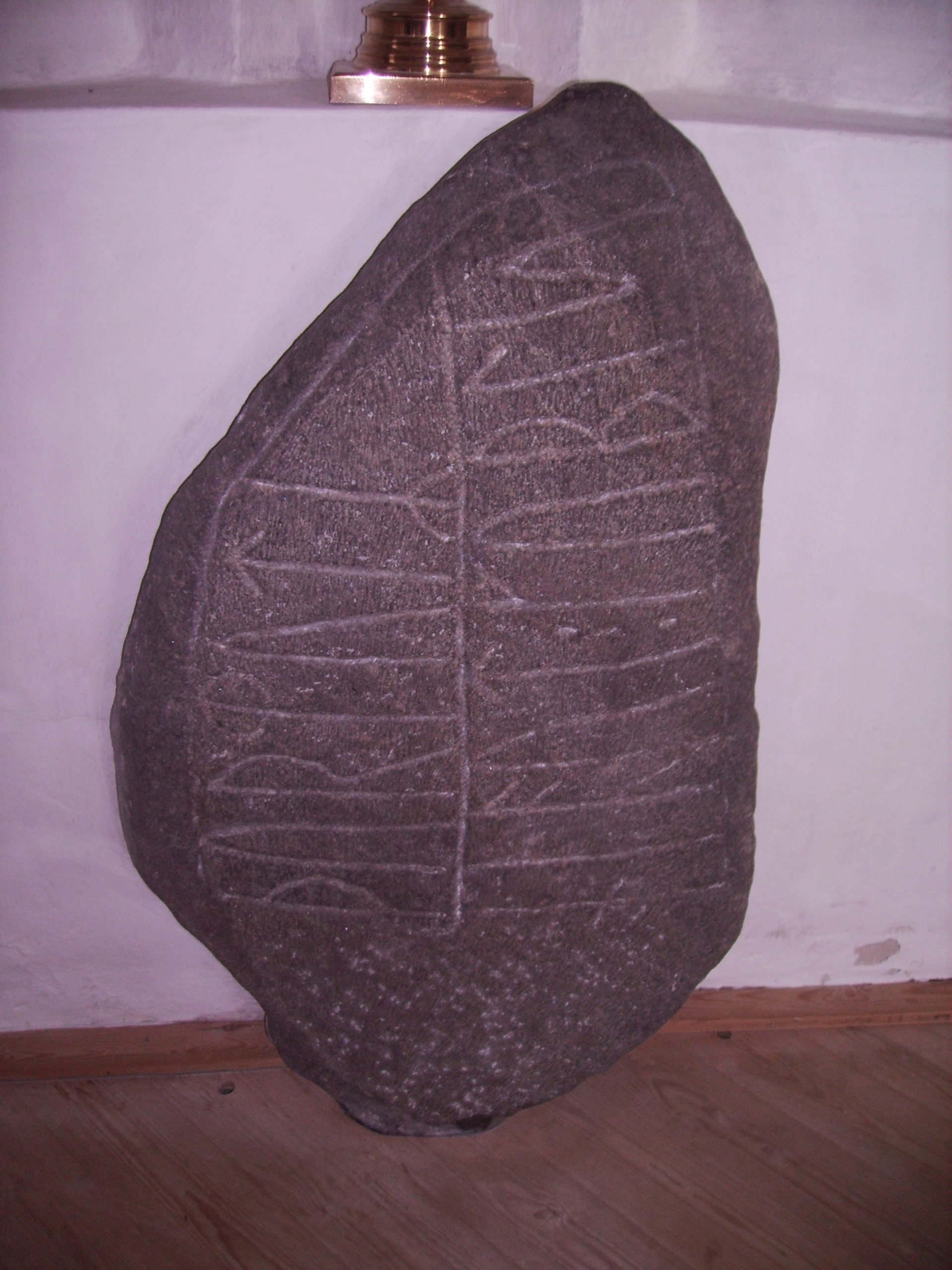
Рунический камень Nørre Nærå с заговором, предположительно, установлен на могиле драуга

Тело драуга может разбухать до огромного размера и становиться значительно тяжелее, иногда оставаясь не подверженным разложению много лет. Это и необузданный аппетит сближает драугов с фольклорным образом вампиров. Иногда сохраняется и душа. Внешний вид драугов зависит от вида их смерти: с утопленника постоянно стекает вода, а на теле павшего бойца зияют кровоточащие раны. Кожа может различаться от мертвенно-бледной до трупно-синей. Торольв в «Саге о Людях с Песчаного Берега» «всё ещё не разложился и вид имел самый что ни на есть адский; он был чёрен как Хель и огромен как бык».
Часто о драугах говорится как о стражах сокровищ могильных курганов. В то же время существуют легенды о драугах, покидающих ночью свои гробницы, чтобы скакать и прыгать по крышам домов, вселяя в людей ужас. Страх перед живыми мертвецами в средневековой Скандинавии и Исландии был большим, о чём свидетельствуют многочисленные охранительные заговоры, написанные рунами на амулетах того времени. Также можно найти надписи на могильных плитах, которые должны были удерживать мертвеца в его могиле. Кроме того, о страхе перед драугами свидетельствует популярность этой темы в исландских сагах. В саге «Прядь о Торстейне Мороз-по-коже» языческая вера в драугов смешивается с христианским представлением о чёрте.
Драугам приписывается сверхъестественная сила и магические возможности: предсказывать будущее, погоду. Тот, кто знает особое заклинание, может подчинить их себе. Также в сагах упоминается, что они способны превращаться в различных животных, но при этом у них остаются человеческие глаза и разум, который был у них в «человеческом» обличье. Иногда они могут проходить сквозь землю.
Драуги могут нападать на животных и путников, оставшихся на ночлег в конюшне, но также могут нападать на жилище. В связи с этим поверьем в Исландии возник обычай стучать три раза в ночное время (считалось, что привидение ограничивается одним).

## В современности
- В 2015 году в честь драуга дали имя экзопланете psr b1257 2b.
- Юнас Ли в своём мистическом рассказе «Элиас и Драг» 1902 года выводит это существо в роли ужасного морского чудовища, которое жестоко карает рыбака, ранившего его.
- «Draugen» — одна из самых известных картин норвежского художника Теодора Киттельсена.
- Драуг является героем произведений детской писательницы Анне-Катарина Вестли.
- Драуги встречаются в некоторых современных произведениях жанра фэнтези (книгах, компьютерных играх). Так, в видеоигре The Elder Scrolls V: Skyrim драугры — нежить, охраняющая древние нордские гробницы и курганы. К образу драуга отсылает одноимённая игра Draugen.
- Поверье в драугов лежит в основе сюжета фильма ужасов исландского режиссёра Тордура Палссона «Проклятые» (2024).